# Naomi Gueyraud
Alice Naomi Gueyraud Robledo (* 2. August 2000 in Asunción) ist eine paraguayische Handballspielerin.
Naomi Gueyraud spielt als Defensivspielerin für den Verein Club Deportivo de Puerto Sajonia. Sie lebt in Asunción und studiert Wirtschaftswissenschaften an der Universidad Nacional de Asunción.

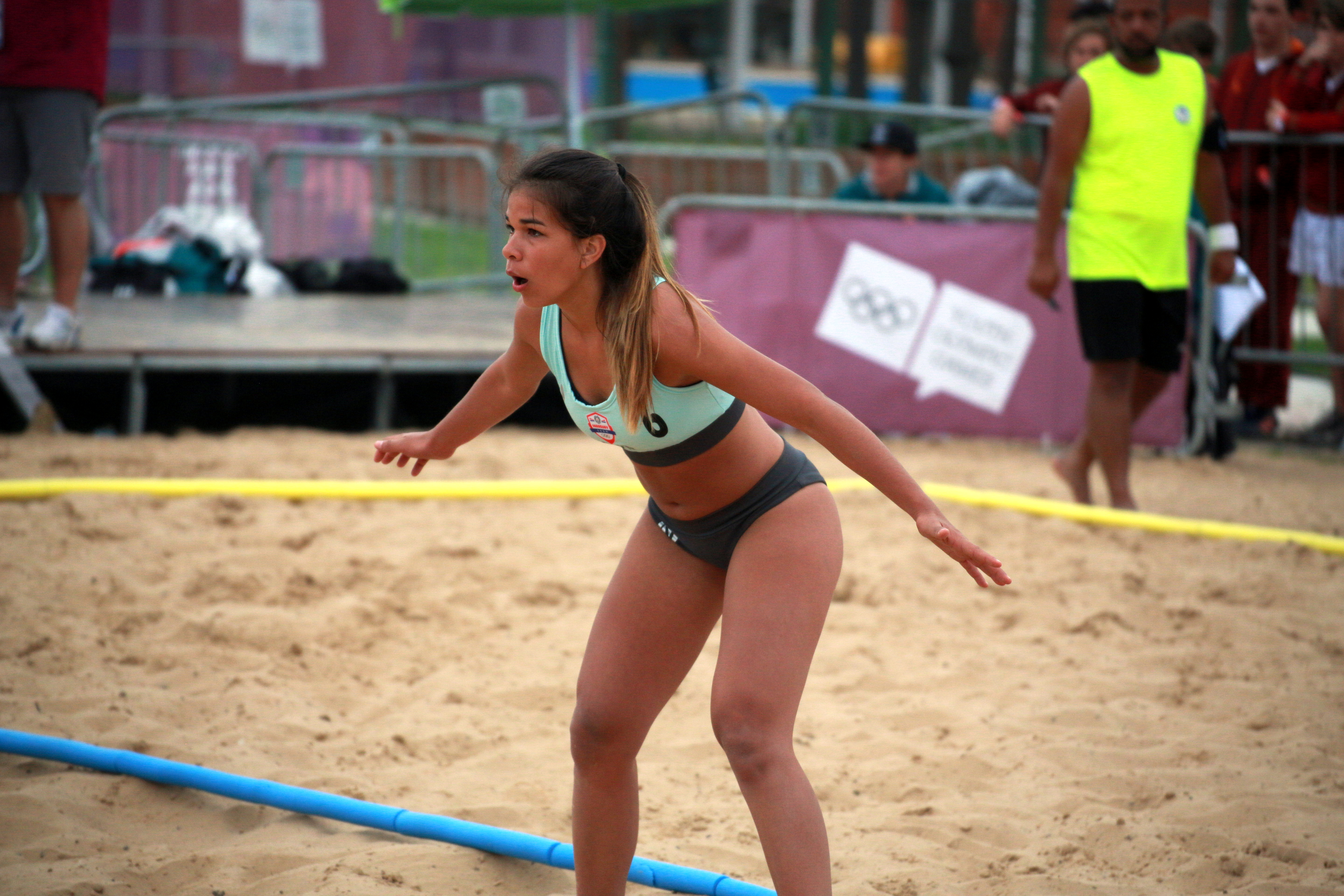
Gueyraud im Hauptrundenspiel gegen Ungarn

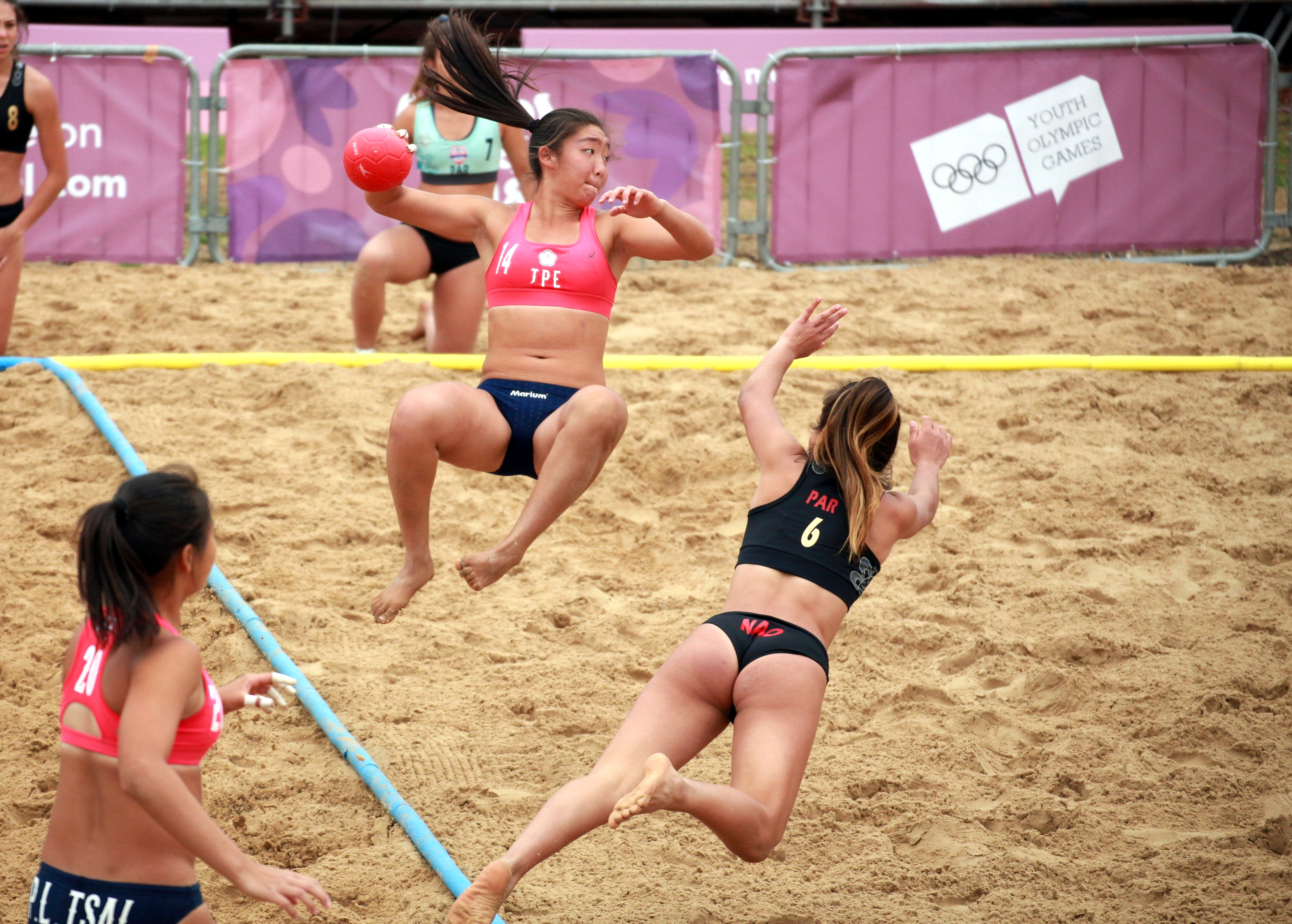
Gueyraud versucht Chao Yu-chen im Spiel um Platz fünf bei den Olympischen Jugendspielen am Wurf zu hindern; die Taiwanerin Tsai Pei-ling kann nur noch zusehen.

Ihre größeren Erfolge erreichte Gueyraud bislang im Beachhandball. Ohne zuvor für Paraguay bei einer internationalen Meisterschaft aufgelaufen zu sein, gehörte sie zum Aufgebot im Beachhandball bei den Olympischen Jugend-Sommerspielen 2018. Die Bedeutung der Jugendspiele für Paraguay wird darin deutlich, dass die Sportler vor den Spielen zu einem Besuch beim Staatspräsidenten und der Regierung empfangen wurden. In Buenos Aires war Beachhandball erstmals olympisch. Gueyraud war eine der besonders auffälligen Spielerinnen ihres Teams in der Abwehr. Paraguay spielte ein insgesamt recht gutes Turnier, Gueyraud bildete mit Guadalupe Villalba (Mitte) und Tatiana Franco (rechts) auf der linken Seite die Standard-Verteidigung. Nach einem schwachen Turnierbeginn gegen die Niederlande, wobei im zweiten Satz ganze zwei Punkte Paraguays erzielt wurden, sowie einer klaren Niederlage gegen die Gastgeberinnen aus Argentinien konnte sich die Mannschaft von da an steigern. Im dritten Spiel, gegen Hongkong, gab es einen deutlichen Zweisatzsieg. Gueyraud verursachte einen Strafwurf und erhielt eine Zeitstrafe. Es folgte ein 2-1-Sieg über die Türkei. Gueyraud verursachte in diesem Spiel sogar zwei Strafwürfe – überhaupt verursachte die Abwehr Paraguays den recht hohen Wert von vier Strafwürfen im Spiel – und musste das Spielfeld kurz vor Schluss nach einer zweiten Zeitstrafe aufgrund einer Disqualifikation verlassen. Durch den abschließenden 2-1-Sieg über Venezuela qualifizierte sich Paraguay für die Hauptrunde. Gueyraud verursachte erneut einen Strafwurf. Das erste Hauptrundenspiel gegen Ungarn wurde klar verloren, Gueyraud konnte mit ihrem ersten Block im Turnier aber eine persönlich positive Aktion vorweisen. Bei der Niederlage gegen Chinesisch Taipeh (Taiwan) verursachte sie erneut zwei gegnerische Strafwürfe. Auch gegen Kroatien wurde in zwei hart umkämpften Sätzen verloren, Gueyraud schaffte jedoch ihren zweiten Block im Turnier. Am Ende war die Mannschaft von Paraguay punktgleich mit Chinesisch Taipeh Punktletzte in der Hauptrundentabelle, lag aber aufgrund des verlorenen direkten Vergleichs dahinter. Beide Teams verpassten damit die Halbfinals und spielten im direkten Duell um den fünften Platz. Dieses Mal gewann Paraguay das Spiel deutlich und dominierte vor allem im ersten Satz. Gueyraud verursachte wieder zwei Strafwürfe und wies damit am Ende des Turniers den überaus hohen Wert von acht Strafwürfen in neun Spielen auf. Als nur eine von sieben Feldspielerinnen blieb sie im gesamten Turnierverlauf ohne jeden eigenen erzielten Punkt.

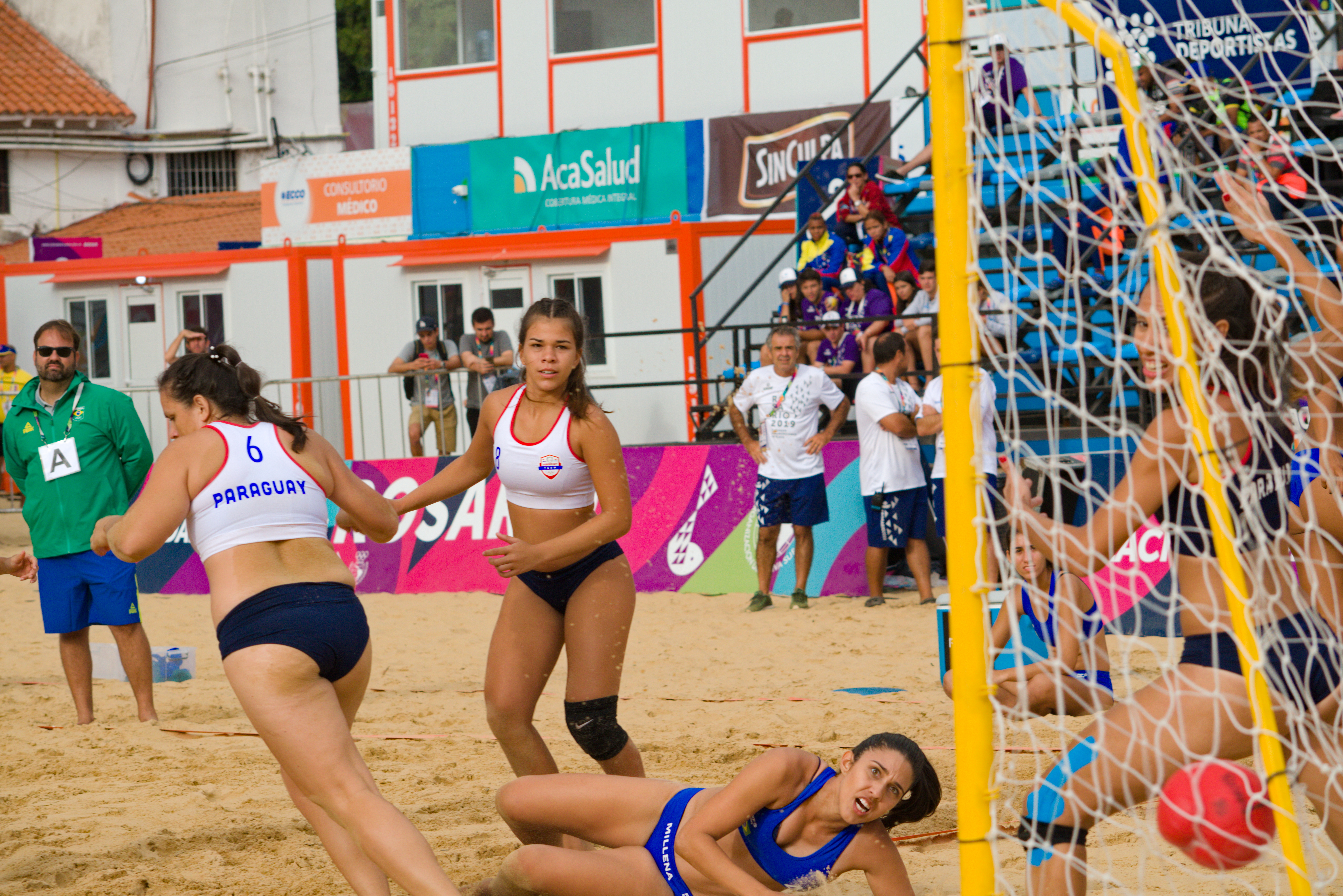
Gueyraud (#8, Zentrum) im Halbfinalspiel der Südamerikanischen Beachgames 2019 gegen Brasilien

Mehrere Monate nach den Olympischen Jugendspielen waren Gueyraud und Alma Brítez die einzigen Spielerinnen, die für die Nationalmannschaft Paraguays für die Teilnahme an den Südamerikanischen Beachgames im März 2019 berufen wurden. Im argentinischen Rosario musste sich die Mannschaft in der Vorrunde nur Argentinien geschlagen geben, nachdem Peru (2-0) und Chile (2-1) besiegt werden konnten. Im Halbfinale gab es einmal mehr eine 0-2-Niederlage gegen Brasilien. Doch im Spiel um die Bronzemedaille wurde Venezuela mit 2-0 geschlagen.

## Erfolge

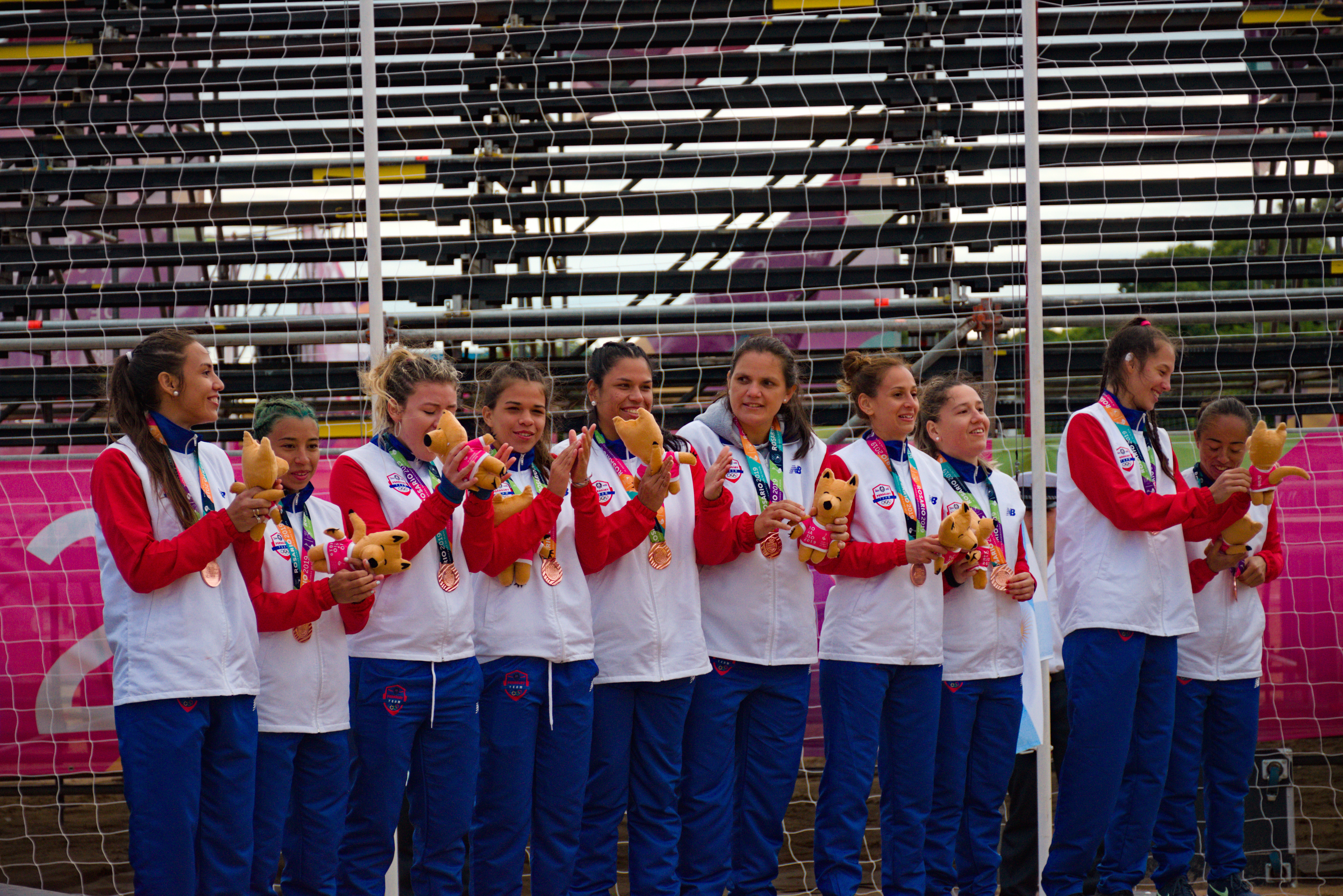
Die Mannschaft Paraguays bei der Medaillenverleihung im Rahmen der Südamerikanische Beachgames 2019

Südamerikanische Beachgames
- 2019: Bronzemedaille

Olympische Jugendspiele
- 2018: Fünfte

## Einzelbelege
1. ↑  https://www.eco.una.py/eco/pdf_notas/2019/3er_p/planilla_castellano_decreciente_economia.pdf
2. ↑  Archivierte Kopie (Memento vom 2. Oktober 2018 im Internet Archive)
3. ↑  2018 Summer Youth Olympics Official Result Book Beach handball
4. ↑  Paraguay logra tercer triunfo. Abgerufen am 20. August 2020 (europäisches Spanisch).
5. ↑  https://www.abc.com.py/edicion-impresa/deportes/suerte-dispar-en-el-handbol-1796438.html
6. ↑  https://www.abc.com.py/edicion-impresa/deportes/beach-handbol-es-de-bronce-1797155.html

| Personendaten    | Personendaten                                      |
| ---------------- | -------------------------------------------------- |
| NAME             | Gueyraud, Naomi                                    |
| ALTERNATIVNAMEN  | Gueyraud Robledo, Alice Naomi (vollständiger Name) |
| KURZBESCHREIBUNG | paraguayische Handballspielerin                    |
| GEBURTSDATUM     | 2. August 2000                                     |
| GEBURTSORT       | Asunción                                           |